# 单面三明治

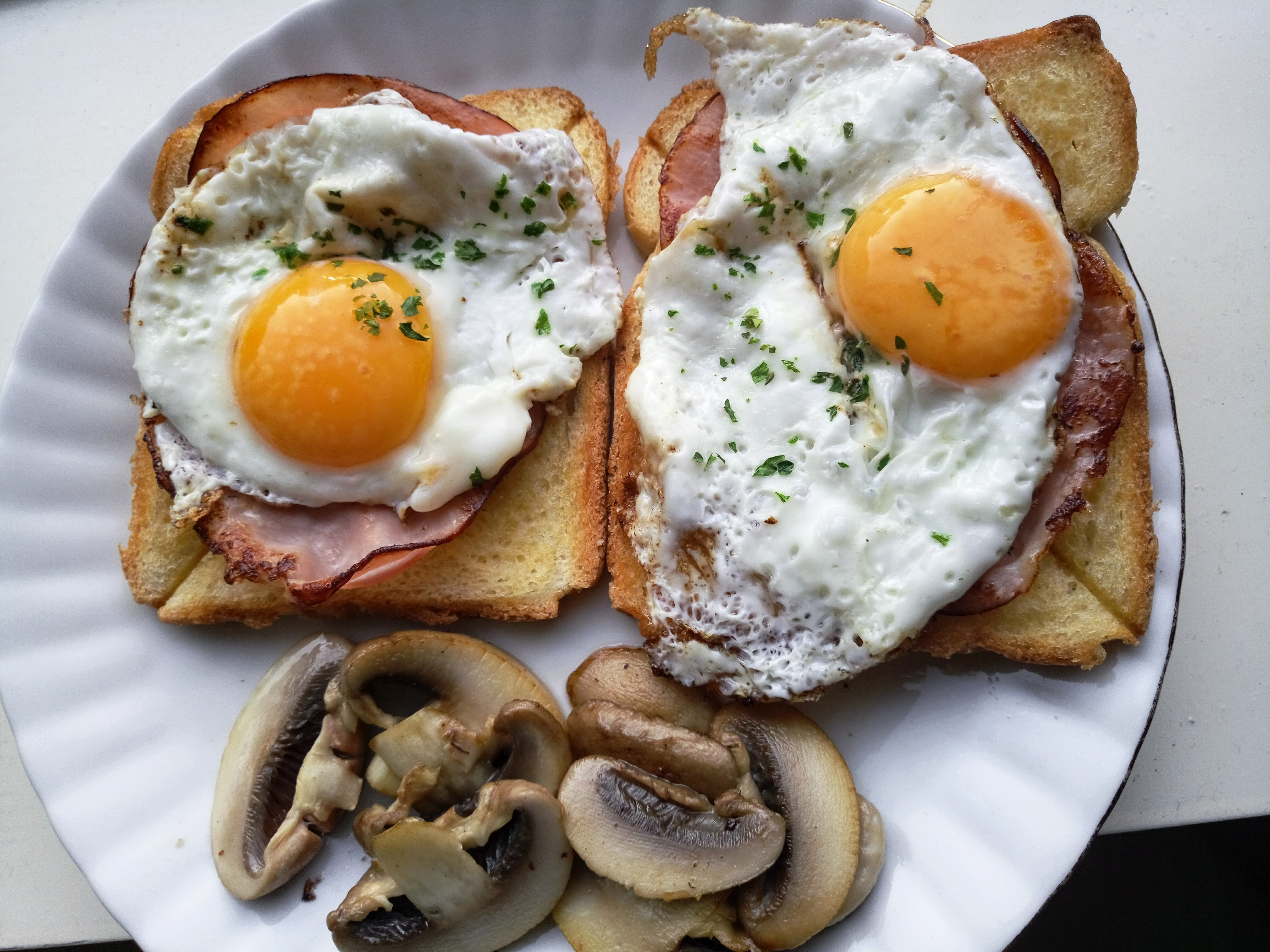
单面三明治

单面三明治，又称开放式三明治（英語：open sandwich）是指涂有果酱或黄油等抹醬，或上面放有各種通常夾在三明治中間的配料的吐司片或烤吐司片。

## 趣闻
根据莫菲定理的說法，如果黄油吐司掉在地上，那涂黄油的那一面必定會着地。